# کارل فون فویت
کارل فون فویت (آلمانی: Carl von Voit؛ ۳۱ اکتبر ۱۸۳۱ – ۳۱ ژانویه ۱۹۰۸) رژیم‌شناس، فیزیولوژیست و شیمی‌دان اهل آلمان بود.
وی در دانشگاه لودویگ ماکسیمیلیان مونیخ و دانشگاه وورتسبورگ تخصیل کرد و از شاگردان یوستوس فون لیبیش، ماکس یوزف فون‌پتنکوفر و آلبرت فون کولیکر بود. او سپس برای ادامهٔ تحصیل به دانشگاه گوتینگن رفت و در آنجا از شاگردان فریدریش وهلر بود و سرانجام در سال ۱۸۵۷ به درجهٔ شایستگی علمی رسید. کارل فون فویت از سال ۱۸۶۳، استادتمامِ رشتهٔ فیزیولوژی و سرپرست بخش کتاب‌ها و نشریات رشتهٔ فیزیولوژی در دانشگاه لودویگ ماکسیمیلیان مونیخ شد. از میان شاگردان مشهور او می‌توان به ماکس روبنر اشاره کرد.